# Lucía Pittaluga
Luzia Pittaluga (Montevideo, 18 de Setembro de 1970) é uma artista visual, desenhadora e docente uruguaia que vive e trabalha em Montevideo.

## Educação
É licenciada em Comunicação artística (Universidade da República). Estudou na Escola Nacional de Belas Artes, na oficina Seveso; na oficina de Enrique Badaró Nadal e no Centro de Expressão Artística (CEA) dirigido por Nelson Ramos.

## Obra

### Exposições (selecção)
- 2014- 500 años de futuro. Segunda Bienal de Montevideo. Hall de la Casa Central, Banco República. Mdeo, UR
- 2013- Lucía Pittaluga: Sustancia remota. Museo Nacional de Artes Visuales. Mdeo, UR
- 2012- 200 años de extraña existencia. Cabildo de Montevideo. Mdeo, UR
- 2012- Archivo del Monitor Plástico. Centro de exposiciones Subte. Mdeo, UR
- 2010- “Voces en Libertad” 11º Bienal Internacional del cartel. Em mais de 70 países.[5]
- 2009- Lucía Pittaluga: No pisar. La Pasionaria. Mdeo, UR
- 2008- Uninventario. Vias de acceso II. MNAV. Proyecto web.
- 2007- 52º Premio Nacional de Artes visuales María Freire. Museu Nacional de Artes Visuais. Mdeo, UR
- 2006- Lucía Pittaluga. La Pelota. Sala Dodeca. Mdeo, UR
- 2005- Premio Rioplatense de Arte Visuales. Centro de exposições Subte. Mdeo, UR
- 2004- Protect your life. Uruguay Cultural Foundation. Washington DC, EEUU
- 2004- Arte emergente por mujeres. Museo Nacional de Artes Visuales. Mdeo, UR
- 2004- Premio Rioplatense de Arte Visuales. Expotrastiendas y Palais de Glace. Bs.As. AR
- 2003- Lucía Pittaluga. Intemperie. Galería Pavé dans la Mare. Besançon, FR
- 2002- Lucía Pittaluga. Travesías. Instituto Goethe. Mdeo, UR
- 2001- 30 artistas Uruguayos. Museo Exploris. Raleigh. Carolina do Norte, EEUU
- 2000- Lucía Pittaluga. Jardín. Galería del Paseo. Mdeo, UR
- 2000- Woman´s National Democratic Lab. Washington D.C., EEUU
- 2000- Museo de Ballajá. San Juan, Porto Rico
- 1999- Bienal  de Arte Chandon. Palais de Glace. Bs. As. AR
- 1998- Lucía Pittaluga. Vuelo Blanco. Cabildo de Montevideo. Mdeo, UR
- 1996- Premio United. Museo Americano de Maldonado. Maldonado, UR
- 1995- Lucía Pittaluga. Contenciones. Espacio del notariado. Mdeo, UR
- 1994- Lucía Pittaluga. Tierra sola. Espacio Cinemateca Pocitos. Mdeo, UR [6]

### Prémios
- 2002- Primeiro Prémio Paul Cezánne. Embaixada de França. Residência e exposição em Besançon, França.
- 2001- Primeiro Prémio United Airlines. Museu de Arte Americana de Maldonado. Bolsa NYC.
- 2001- Menção Honorífica. 49º Prémio Nacional de Artes Visuais.
- 2001- Segundo Prémio. Prémio Bienal Something Special.
- 2001- Menção Honorífica. Prémio Mosca-Talens.
- 1996- Menção Honorífica no prémio United Airlines.[7]

## Docência
Desde o ano 2013, Luzia Pittaluga desenvolve uma actividade docente com ênfase em abordagens contemporâneas. Em 2007 realizou a oficina O arquivo como obra no Museu Nacional de Artes Visuais. Entre 2013 e 2014 realizou a oficina anual Tópicos contemporâneos no Museu Torres Garcia.(2013-2014). Posteriormente levou a diante no Espaço de Arte Contemporânea as seguintes oficinas: Hibridación.(2015), Panóptico. Espaços de intenção.(2015), *Eu* artista.(2016) e SAYO. Públicas disrupciones.(2016)